# Dorfkirche mit Andächtigen
Dorfkirche mit Andächtigen, auch Andächtige in der Dorfkirche, ist der Titel eines Ölgemäldes des Schweizer Malers Benjamin Vautier aus dem Jahr 1858. Das Bild, das in Düsseldorf entstand und sich heute im Besitz des Kunsthauses Heylshof in Worms befindet, steht in der Tradition der erzählenden  Genremalerei der Düsseldorfer Malerschule.

## Geschichte
Benjamin Vautier, aufgewachsen in Noville (Kanton Waadt) als Sohn des Pfarrers Rodolphe Benjamin Louis Vautier (1798–1871) und dessen Ehefrau Jeanne Marie Sophie, geb. Chevalier, kam 1850 an die Kunstakademie Düsseldorf, wo ihm in der „Malklasse“ bei Karl Ferdinand Sohn eine „bedeutende Anlage“ bescheinigt wurde. Wegen der ihm zu eng erscheinenden Vorgaben des Akademiedirektors Wilhelm von Schadow verließ Vautier die Düsseldorfer Akademie bereits 1851 und ging als Privatschüler in das Atelier von Rudolf Jordan, der – als Vertreter einer damals innovativen Strömung der Düsseldorfer Malerschule – auf eine volkskundlich interessierte und durch intensive Naturstudien unterlegte Genremalerei spezialisiert war. In Düsseldorf freundete sich Vautier mit dem Genremaler Ludwig Knaus an. 1853 traten sie mit anderen Malern eine gemeinsame Reise an, die unter anderem in den Schwarzwald und das Berner Oberland führte. In der Nachfolge Jordans begann Vautier, sich für das Brauchtum zu interessieren, etwa für die Details von Trachten und die Lebensweise der Landbevölkerung. Das Bild Dorfkirche mit Andächtigen wurde 1858 in der Galerie Eduard Schulte in Düsseldorf und auf der Allgemeinen Kunstausstellung in München der Öffentlichkeit vorgestellt. Es brachte Vautier einen durchschlagenden Erfolg und begründete seinen Ruf als Genremaler.

## Bildbeschreibung

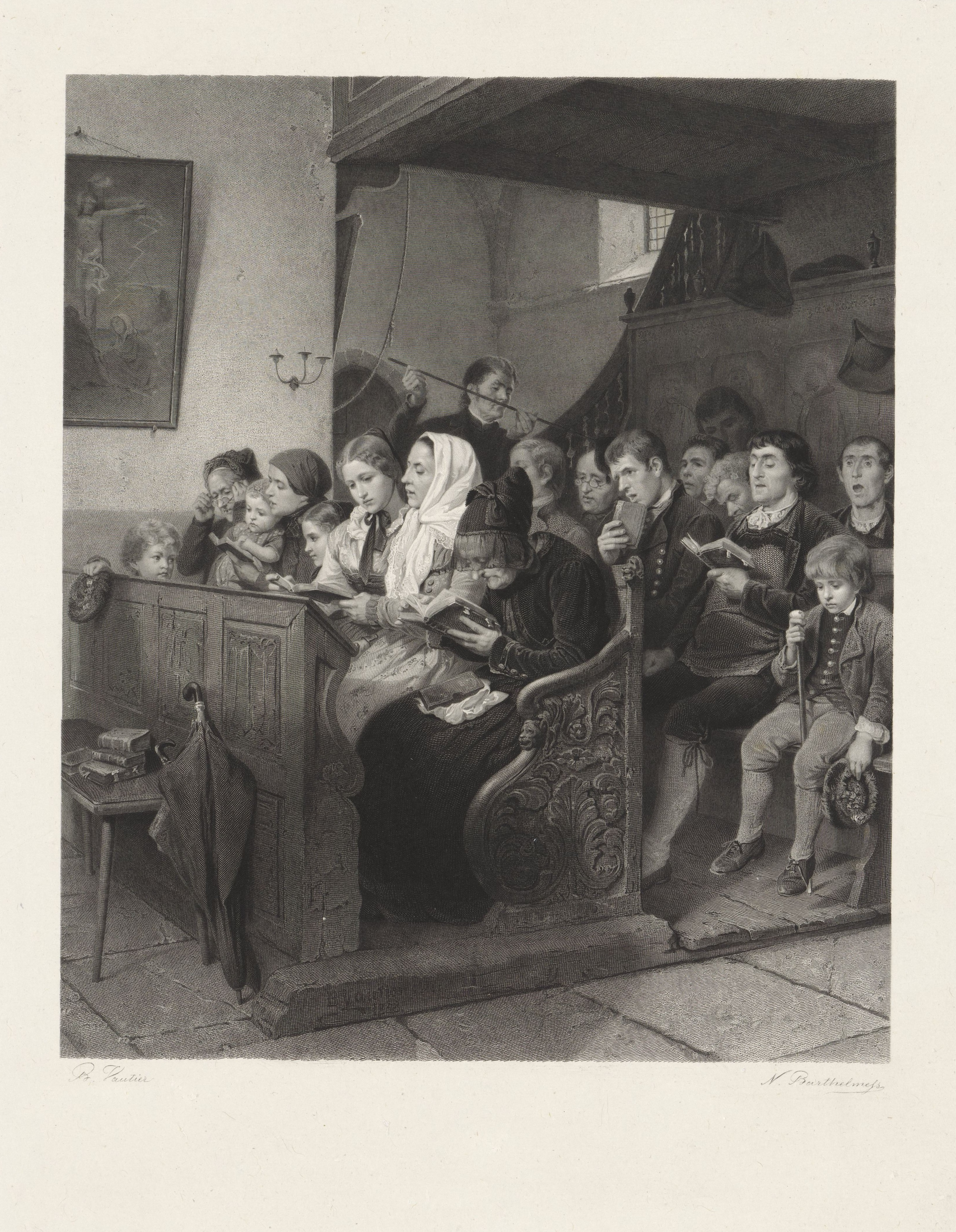
Dorfkirche mit Andächtigen, Stich von Nikolaus Barthelmess nach Benjamin Vautier, Rijksmuseum Amsterdam

Das Bild zeigt eine dörfliche Kirchengemeinde des Berner Oberlandes bei gottesdienstlichem Gesang und Andacht. Die Mitglieder der Kirchengemeinde sitzen geordnet nach Geschlecht in dem hölzernen Kirchengestühl einer schlichten Dorfkirche, während ein Kirchendiener den Klingelbeutel an einer Stange durch die Reihen führt. Die abgebildeten Personen stellen Landbewohner des 19. Jahrhunderts in verschiedenen Lebensaltern dar, mit sehr unterschiedlichen Gesichtsausdrücken, Körperhaltungen und Bekleidungen.

## Interpretation
In dem Bild gelingt Vautier eine Darstellung von Menschen, die deren Individualität und Verhalten „psychologisierend“ schildert. Es steht in einer Tradition von Gottesdienst- und Predigtdarstellungen, die im 19. Jahrhundert insbesondere von Historien- und Genremalern der Düsseldorfer Schule entwickelt wurden. Als zeitlich nahe und thematisch verwandte Gemälde gelten Die Andacht der Haugianer von Adolph Tidemand (1848, 1852) und Gottesdienst in der Zuchthauskirche von Wilhelm Joseph Heine (1837). Wilhelm Leibls Gemälde Drei Frauen in der Kirche (1881) geht vom gleichen Motiv aus; im Gegensatz zu Vautier fand Leibl aber eine strengere und einfachere Komposition.
Vautier, Sprössling eines calvinistischen Pfarrhauses, sah die Dorf- und Bauerngemeinschaft und ihre Individuen im Lichte der Theologie Johannes Calvins. Demnach schafft erst der Zusammenklang der Individuen die Gemeinschaft, erst die individuelle Bekehrung die Glaubensgemeinde. Dem Kirchengesang kommt dabei einheitsstiftende und gotterkennende Funktion zu. Durch die Darstellung verschiedener Lebensalter der Menschen, von vitaler Kindheit bis hin zum Alter mit Gebrechlichkeit und Sehschwäche, ist das Bild ein Memento mori und eine Schilderung des Vanitas-Motivs. Es reiht sich außerdem ein in die facettenreiche Behandlung des Themas der Frömmigkeit, der Heilserwartung und der Fragen nach dem Sinn des Lebens und der Erlösung in der europäischen Kunst. Die als Witwe schwarz gekleidete, gebeugt lesende alte Frau in der Bildmitte – ein bekanntes Motiv der Ikonografie der niederländischen Kunst des 17. Jahrhunderts – ist nicht nur als Repräsentantin eines dem Tod begegnenden Menschen zu deuten, sondern ist auch als theologisches Zentrum und religiöse Führerin der Gemeinde zu verstehen, als ein Verweis auf die Prophetin Hanna (Lk 2,36 ), die im Jerusalemer Tempel Jesus Christus als den Messias erkannte. Mit der Prophetin als Bäuerin stellt Vautier seine Erwartung an das Göttliche im Alltäglichen dar. Die theologischen und gesellschaftlichen Aussagen seines Programmbildes unterstrich Vautier durch ein Motto aus dem Gleichnis von den klugen und törichten Jungfrauen im Neuen Testament, das im Hintergrund des Kirchenraumes in der Täfelung geschrieben steht: „Wachet und betet denn Ihr wisst (nicht?) zu welcher Stun(d)“ (Mt 25,13 ). Der dem Bild zugrunde liegende, das Bauerntum romantisch idealisierende  Gesellschaftsentwurf fand sein Vorbild in Jeremias Gotthelfs Bauernroman Geld und Geist (1843/1844), den Vautier wohl anlässlich seiner Studienfahrten ins Berner Oberland rezipiert hatte. Figuren des Romans lassen sich auf dem Gemälde identifizieren.